# 5.ª etapa del Giro de Italia 2019
La 5.ª etapa del Giro de Italia 2019 tuvo lugar el 15 de mayo de 2019 entre Frascati y Terracina sobre un recorrido de 140 km y fue ganada al sprint por el ciclista alemán Pascal Ackermann del equipo Bora-Hansgrohe, quien con esta victoria completó su segundo triunfo de etapa en el Giro 2019. El ciclista esloveno Primož Roglič del Jumbo-Visma conservó la Maglia Rosa.
Debido a la lluvia presente en todo el recorrido de la etapa, los comisarios decidieron que los tiempos de la clasificación general se contabilizaran en el primer paso por meta en Terracina a 9 km del final y las posiciones de la etapa fueron determinadas con base en el segundo y último paso por meta. 

## Clasificación de la etapa
| \| Clasificación de la etapa \| Clasificación de la etapa \| Clasificación de la etapa \| Clasificación de la etapa \| Clasificación de la etapa \| \| Ciclista \| Ciclista \| Equipo \| Tiempo \| \| \| ------------------------- \| ------------------------- \| --------------------------- \| ------------------------- \| ------------------------- \| \| 1.º \| Pascal Ackermann \| Bora-Hansgrohe \| 3 h 15 min 44 s \| \| \| 2.º \| Fernando Gaviria \| UAE Team Emirates \| + 0 s \| \| \| 3.º \| Arnaud Démare \| Groupama-FDJ \| + 0 s \| \| \| 4.º \| Caleb Ewan \| Lotto-Soudal \| + 0 s \| \| \| 5.º \| Matteo Moschetti \| Trek-Segafredo \| + 0 s \| \| \| 6.º \| Ryan Gibbons \| Dimension Data \| + 0 s \| \| \| 7.º \| Paolo Simion \| Bardiani CSF \| + 0 s \| \| \| 8.º \| Jenthe Biermans \| Katusha-Alpecin \| + 0 s \| \| \| 9.º \| Giovanni Lonardi \| Nippo-Vini Fantini-Faizanè \| + 0 s \| \| \| 10.º \| Manuel Belletti \| Androni Giocattoli-Sidermec \| + 0 s \| \| |                  |                             |                 |
| |                  |                             |                 |
| Fuente: ProCyclingStats |                  |                             |                 |
| Clasificación de la etapa |                  |                             |                 |
| Ciclista | Ciclista         | Equipo                      | Tiempo          |
| 1.º | Pascal Ackermann | Bora-Hansgrohe              | 3 h 15 min 44 s |
| 2.º | Fernando Gaviria | UAE Team Emirates           | + 0 s           |
| 3.º | Arnaud Démare    | Groupama-FDJ                | + 0 s           |
| 4.º | Caleb Ewan       | Lotto-Soudal                | + 0 s           |
| 5.º | Matteo Moschetti | Trek-Segafredo              | + 0 s           |
| 6.º | Ryan Gibbons     | Dimension Data              | + 0 s           |
| 7.º | Paolo Simion     | Bardiani CSF                | + 0 s           |
| 8.º | Jenthe Biermans  | Katusha-Alpecin             | + 0 s           |
| 9.º | Giovanni Lonardi | Nippo-Vini Fantini-Faizanè  | + 0 s           |
| 10.º | Manuel Belletti  | Androni Giocattoli-Sidermec | + 0 s           |

## Clasificaciones al final de la etapa

### Clasificación general(Maglia Rosa)
| \| Clasificación general \| Clasificación general \| Clasificación general \| Clasificación general \| Clasificación general \| \| Ciclista \| Ciclista \| Equipo \| Tiempo \| \| \| --------------------- \| --------------------- \| --------------------- \| --------------------- \| --------------------- \| \| 1.º \| Primož Roglič \| Team Jumbo-Visma \| 19 h 35 min 04 s \| \| \| 2.º \| Simon Yates \| Mitchelton-Scott \| + 35 s \| \| \| 3.º \| Vincenzo Nibali \| Bahrain-Merida \| + 39 s \| \| \| 4.º \| Miguel Ángel López \| Astana \| + 44 s \| \| \| 5.º \| Diego Ulissi \| UAE Team Emirates \| + 44 s \| \| \| 6.º \| Rafał Majka \| Bora-Hansgrohe \| + 49 s \| \| \| 7.º \| Bauke Mollema \| Trek-Segafredo \| + 55 s \| \| \| 8.º \| Damiano Caruso \| Bahrain-Merida \| + 56 s \| \| \| 9.º \| Bob Jungels \| Deceuninck-Quick Step \| + 1 min 02 s \| \| \| 10.º \| Davide Formolo \| Bora-Hansgrohe \| + 1 min 06 s \| \| |                    |                       |                  |
| |                    |                       |                  |
| Fuente: ProCyclingStats |                    |                       |                  |
| Clasificación general |                    |                       |                  |
| Ciclista | Ciclista           | Equipo                | Tiempo           |
| 1.º | Primož Roglič      | Team Jumbo-Visma      | 19 h 35 min 04 s |
| 2.º | Simon Yates        | Mitchelton-Scott      | + 35 s           |
| 3.º | Vincenzo Nibali    | Bahrain-Merida        | + 39 s           |
| 4.º | Miguel Ángel López | Astana                | + 44 s           |
| 5.º | Diego Ulissi       | UAE Team Emirates     | + 44 s           |
| 6.º | Rafał Majka        | Bora-Hansgrohe        | + 49 s           |
| 7.º | Bauke Mollema      | Trek-Segafredo        | + 55 s           |
| 8.º | Damiano Caruso     | Bahrain-Merida        | + 56 s           |
| 9.º | Bob Jungels        | Deceuninck-Quick Step | + 1 min 02 s     |
| 10.º | Davide Formolo     | Bora-Hansgrohe        | + 1 min 06 s     |

### Clasificación por puntos(Maglia Ciclamino)
| Clasificación por puntos | Clasificación por puntos | Clasificación por puntos | Clasificación por puntos | Clasificación por puntos |
| Ciclista                 | Ciclista                 | Equipo                   | Puntos                   |                          |
| ------------------------ | ------------------------ | ------------------------ | ------------------------ | ------------------------ |
| 1.º                      | Pascal Ackermann         | Bora-Hansgrohe           | 121 pts                  |                          |
| 2.º                      | Fernando Gaviria         | UAE Team Emirates        | 93 pts                   |                          |
| 3.º                      | Arnaud Démare            | Groupama-FDJ             | 86 pts                   |                          |
| 4.º                      | Caleb Ewan               | Lotto-Soudal             | 66 pts                   |                          |
| 5.º                      | Richard Carapaz          | Movistar Team            | 50 pts                   |                          |
| 6.º                      | Matteo Moschetti         | Trek-Segafredo           | 32 pts                   |                          |
| 7.º                      | Primož Roglič            | Team Jumbo-Visma         | 27 pts                   |                          |
| 8.º                      | Diego Ulissi             | UAE Team Emirates        | 25 pts                   |                          |
| 9.º                      | Simon Yates              | Mitchelton-Scott         | 23 pts                   |                          |
| 10.º                     | Miguel Ángel López       | Astana                   | 21 pts                   |                          |

### Clasificación de la montaña(Maglia Azzurra)
| Clasificación de la montaña | Clasificación de la montaña | Clasificación de la montaña | Clasificación de la montaña | Clasificación de la montaña |
| Ciclista                    | Ciclista                    | Equipo                      | Puntos                      |                             |
| --------------------------- | --------------------------- | --------------------------- | --------------------------- | --------------------------- |
| 1.º                         | Giulio Ciccone              | Trek-Segafredo              | 24 pts                      |                             |
| 2.º                         | François Bidard             | AG2R La Mondiale            | 6 pts                       |                             |
| 3.º                         | Marco Frapporti             | Androni Giocattoli-Sidermec | 4 pts                       |                             |
| 4.º                         | Primož Roglič               | Team Jumbo-Visma            | 4 pts                       |                             |
| 5.º                         | Louis Vervaeke              | Team Sunweb                 | 3 pts                       |                             |
| 6.º                         | Łukasz Owsian               | CCC Team                    | 3 pts                       |                             |
| 7.º                         | Simon Yates                 | Mitchelton-Scott            | 2 pts                       |                             |
| 8.º                         | Ivan Santaromita            | Nippo-Vini Fantini-Faizanè  | 2 pts                       |                             |
| 9.º                         | Mirco Maestri               | Bardiani CSF                | 2 pts                       |                             |
| 10.º                        | Rafał Majka                 | Bora-Hansgrohe              | 1 pt                        |                             |

### Clasificación de los jóvenes(Maglia Bianca)
| Clasificación del mejor joven | Clasificación del mejor joven | Clasificación del mejor joven | Clasificación del mejor joven | Clasificación del mejor joven |
| Ciclista                      | Ciclista                      | Equipo                        | Tiempo                        |                               |
| ----------------------------- | ----------------------------- | ----------------------------- | ----------------------------- | ----------------------------- |
| 1.º                           | Miguel Ángel López            | Astana                        | 19 h 35 min 48 s              |                               |
| 2.º                           | Hugh Carthy                   | EF Education First            | + 32 s                        |                               |
| 3.º                           | Pavel Sivakov                 | Team Ineos                    | + 40 s                        |                               |
| 4.º                           | Pascal Ackermann              | Bora-Hansgrohe                | + 53 s                        |                               |
| 5.º                           | Tao Geoghegan Hart            | Team Ineos                    | + 1 min 35 s                  |                               |
| 6.º                           | Caleb Ewan                    | Lotto-Soudal                  | + 1 min 42 s                  |                               |
| 7.º                           | Giovanni Carboni              | Bardiani CSF                  | + 2 min 09 s                  |                               |
| 8.º                           | Ben O'Connor                  | Dimension Data                | + 2 min 15 s                  |                               |
| 9.º                           | Nans Peters                   | AG2R La Mondiale              | + 2 min 23 s                  |                               |
| 10.º                          | Valentin Madouas              | Groupama-FDJ                  | + 2 min 36 s                  |                               |

### Clasificación por equipos"Super Team"
| Clasificación por equipos | Clasificación por equipos   | Clasificación por equipos | Clasificación por equipos |
| Equipo                    | Equipo                      | Tiempo                    |                           |
| ------------------------- | --------------------------- | ------------------------- | ------------------------- |
| 1.º                       | Bora-hansgrohe              | 58 h 48 min 06 s          |                           |
| 2.º                       | Mitchelton-Scott            | + 29 s                    |                           |
| 3.º                       | UAE Team Emirates           | + 36 s                    |                           |
| 4.º                       | Astana                      | + 47 s                    |                           |
| 5.º                       | Deceuninck-Quick Step       | + 1 min 26 s              |                           |
| 6.º                       | EF Education First          | + 2 min 09 s              |                           |
| 7.º                       | Bahrain-Merida              | + 2 min 19 s              |                           |
| 8.º                       | Movistar Team               | + 2 min 52 s              |                           |
| 9.º                       | AG2R La Mondiale            | + 3 min 13 s              |                           |
| 10.º                      | Androni Giocattoli-Sidermec | + 3 min 52 s              |                           |

## Abandonos
- Kristjan Koren, no tomó la salida tras ser suspendido de manera provisional por estar implicado en la Operación Aderlass.[2]
- Tom Dumoulin, abandonó durante la etapa debido a una caída sufrida el día anterior.[3]
- Jelle Vanendert, abandóno durante la etapa debido al estado de la rodilla derecha.[4]